# بقية
بقية أو زهرة البق (الاسم العلمي: Coreopsis) هو جنس نباتي يتبع فصيلة النجمية من رتبة النجميات.